# گوستاف انشتروم
گوستاف انشتروم (به سوئدی: Gustaf Eneström) (زاده ۵ سپتامبر ۱۸۵۲ در نورا-درگذشته ۱۰ ژوئیه ۱۹۲۳ در استکهلم) ریاضیدان و تاریخ نگار ریاضیات اهل سوئد بود.

## زندگینامه و آثار
او در استکهلم به مدرسه رفت و سپس به عنوان کتابدار نخست در رصدخانه اوپسالا و سپس در کتابخانه دانشگاه اوپسالا و پس از آن در کتابخانه پادشاهی به کار مشغول شد. افزون بر این او در کتابخانه‌های بسیاری به عنوان کتابدار کار کرد. او در زمان خودش بعنوان تاریخ نگار ریاضات بسیار پرآوازه بود و به ویژه به خاطر فهرست انشتروم از کارهای لئونارد اویلر که در آن ۸۶۶ مقاله اویلر سیاهه شده بود نامبردار بود. انشتروم نامه‌های اویلر و یوهان برنولی را منتشر کرد. وی مجله‌ای به نام «کتابخانه ریاضیات» بنیان گذاشت که بخشی از آن با هزینه شخصی خود بود. این مجله در آغاز به عنوان ضمیمه مجله آکتا ماتماتیکا که به وسیلهٔ میتاگ-لفلر به چاپ می‌رسید و سپس به‌طور جداگانه منتشر شد.
انشتروم همچنین به دلیل نقدهای آتشینش بر کارهای موریتس کانتور نامدار است. او لغزشهای کتاب «درسهایی درباره تاریخ ریاضیات» نوشته کانتور را به دیده گرفت و اشتباههای وی را در این کتاب گوشزد کرد. این نقدها در نگر همکاران او اگرچه تا حد زیادی درست، ولی بیش از حد تند بود و او ناچار شد که به تنهایی به چاپ آن‌ها در آثار خودش بپردازد. او با تاریخ نگاران ریاضی بسیاری و از جمله با خود کانتور رابطه داشت. با این حال با چهره مرکزی ریاضیات آن زمان سوئد یعنی میتاگ-لفلر رابطه کمی داشت و کتابخانه بسیار غنی خودش را نه برای مؤسسه میتاگ-لفلر بلکه برای دانشگاه استکهلم به ارث گذاشت که هم‌اکنون در کتابخانه عمومی بالسا در سوئد نگهداری می‌شود. وی همچنین نوشتارهایی دربارهٔ بیمه و آمار به چاپ رساند.